# IEEE 802.11be
IEEE 802.11be, denominado Extremely High Throughput (EHT), es la próxima modificación del estándar IEEE 802.11, que se denominará Wi-Fi 7. Se basará en 802.11ax, centrándose en el funcionamiento de WLAN tanto en interiores, como en exteriores y con velocidades aptas tanto, para dispositivos en movimiento como parados, en las bandas de frecuencias de 2.4, 5 y 6 GHz. Se espera que las velocidades alcancen un máximo teórico de 46 Gbps, aunque los resultados reales serán mucho menores.
El desarrollo de la enmienda 802.11be está en curso, con un borrador inicial en marzo de 2021 y una versión final prevista para principios de 2024. A pesar de esto, en 2022 se anunciaron numerosos productos basados en borradores de estándares, y estarán disponibles al por menor a principios de 2023.
Se estima que el mercado mundial de Wi-Fi 7 alcanzará los 1.000 millones de dólares en 2023 y se prevé que alcance los 24.200 millones de dólares en 2030.

## Características principales
Las siguientes son características principales que se aprobaron a partir del Borrador 3.0:
- 4096 QAM (4K-QAM) permite que cada símbolo transporte 12 bits en lugar de 10 bits, lo que da como resultado velocidades de transmisión teóricas un 20% más altas que el 1024-QAM de Wifi 6.
- Contiguos y no contiguos 320/160+160 MHz y 240/160+80 ancho de banda MHz
- Operación de enlace múltiple (MLO), una característica que aumenta la capacidad al enviar y recibir datos simultáneamente a través de diferentes bandas de frecuencia y canales. (2,4 GHz, 5 GHz, 6 GHz)
- Hasta 1/100 de latencia mediante el uso de MLO
- 16 flujos espaciales y mejoras en el protocolo de múltiples entradas y múltiples salidas (MIMO)
- Utilización flexible del canal: actualmente, la interferencia puede anular un canal Wi-Fi completo. Con la perforación del preámbulo, una parte del canal que se ve afectada por la interferencia se puede bloquear mientras se continúa utilizando el resto del canal.

## Características candidatas
Las principales características candidatas mencionadas en la Solicitud de autorización de proyecto (PAR) 802.11be son:
- Coordinación de puntos de acceso múltiples (AP) (por ejemplo, transmisión coordinada y conjunta),
- Protocolo de retransmisión y adaptación de enlace mejorado (p. ej. Solicitud de repetición automática híbrida (HARQ)),
- En caso necesario, adaptación a normas reglamentarias específicas del 6 espectro de GHz,
- Integración de extensiones IEEE 802.1Q de redes sensibles al tiempo (TSN) para tráfico en tiempo real de baja latencia:[12][13][14][15]
  - Temporización y sincronización IEEE 802.1AS
  - Mejoras MAC de IEEE 802.11aa para una transmisión sólida de audio y video (protocolo de reserva de transmisión sobre IEEE 802.11)
  - Mejoras de IEEE 802.11ak para enlaces de tránsito dentro de redes en puente (enlaces 802.11 en redes 802.1Q)
  - Latencia limitada: configuración de tráfico basada en créditos (IEEE 802.1Qav) y cíclica/con tiempo (IEEE 802.1Qch/Qbv), programación de tráfico asíncrona (IEEE 802.1Qcr-2020)
  - Extensiones de operación programada IEEE 802.11ax para reducir la fluctuación y la latencia

## Características adicionales
- 4096 QAM (4K-QAM) recientemente introducido,
- Contiguos y no contiguos 320/160+160 MHz y 240/160+80 ancho de banda de MHz,
- Formatos de marco con compatibilidad mejorada hacia adelante,
- Asignación de recursos mejorada en OFDMA,
- Sonido de canal optimizado que requiere menos tiempo aire,
- Sonido de canal implícito,
- Esquema de punción del preámbulo más flexible,
- Soporte de enlaces directos, gestionados por un punto de acceso.

## Grupo de trabajos
El grupo de trabajo 802.11be está dirigido por representantes de Qualcomm, Intel y Broadcom. Representantes de Huawei, Maxlinear, NXP y Apple también ocupan puestos directivos.

## Disponibilidad comercial
Qualcomm anunció su serie FastConnect 7800 el 28 de febrero de 2022 con chips de 14 nm. A partir de marzo de 2023, la compañía afirma que 175 dispositivos utilizarán sus chips Wi-Fi 7, incluidos teléfonos inteligentes, enrutadores y puntos de acceso.
Broadcom siguió el 12 de abril de 2022 con una serie de cinco chips que cubren usos domésticos, comerciales y empresariales. La compañía presentó sus chips Wifi7 de segunda generación el 20 de junio de 2023 con soporte MLO de tres bandas y costos más bajos.
El enrutador inalámbrico TP-Link Archer BE900 estuvo disponible para los consumidores en abril de 2023. El sistema de red en malla Deco BE95 de la empresa también estuvo disponible ese mes.

## Dispositivos cliente
El teléfono inteligente OnePlus 11 se lanzó en febrero de 2023. Utiliza el chip Snapdragon 8 Gen 2 de Qualcomm con Wifi7 habilitado.
El ASUS ROG Phone 7 es un teléfono inteligente para juegos anunciado en abril de 2023. También utiliza el chip Snapdragon 8 Gen 2 de Qualcomm con Wifi7 habilitado.
La computadora portátil Lenovo Legion Slim 7 Gen8 admite Wifi7 utilizando la tarjeta MediaTek Filogic 380 Wi-Fi 7.

## Software
Android 13 brinda soporte para Wi-Fi 7.
El kernel de Linux 6.2 brinda soporte para dispositivos Wi-Fi 7. El kernel 6.4 agregó soporte de malla Wi-Fi 7. Linux 6.5 incluyó un importante soporte de controladores por parte de los ingenieros de Intel, en particular soporte para MLO.